# 우리들의 기적
《우리들의 기적》(일본어: ボクラノキセキ 보쿠라노 기세키[*])은 구메타 나쓰오의 여성 만화이다.